# Alexander Abt (General)
Alexander Abt (* 14. März 1892 in Danzig; † 1. März 1970 in St. Wendel) war ein deutscher Nachrichtenoffizier, zuletzt Generalmajor der Wehrmacht im Zweiten Weltkrieg.

## Werdegang
Beförderungen
- 18. August 1912 Leutnant
- 27. Januar 1916 Oberleutnant
- 24. Juli 1922 Hauptmann
- 1. Februar 1932 Major
- 1. September 1935 Oberstleutnant
- 1. März 1938 Oberst
- 1. April 1942 Generalmajor

Abt trat am 13. September 1911 als Fahnenjunker in die Preußische Armee und kam zum Telegraphen-Bataillon Nr. 2 in Frankfurt (Oder). Als Leutnant war er vom 10. September 1913 über den Ausbruch des Ersten Weltkriegs hinweg bis zum 13. August 1914 bei der Festungs-Fernsprech-Kompanie Nr. 5 in Königsberg. Anschließend führte er den Fernsprechzug der Königsberger Landwehrdivision. Er wurde über den gesamten Krieg in Fernmeldeabteilungen eingesetzt und mit dem Eisernen Kreuz II. und I. Klasse sowie dem Ritterkreuz II. Klasse des Albrechts-Ordens mit Schwertern ausgezeichnet. Ab 27. Oktober 1917 war er als Oberleutnant Divisions-Nachrichten-Kommandeur 419.
Nach Kriegsende war Abt kurzzeitig Mitglied im Freiwilligen-Nachrichten-Bataillon 10, ehe er als Nachrichtenoffizier beim Stab der Reichswehr-Brigade 10 in die Vorläufige Reichswehr übernommen wurde. Nach der Bildung der Reichswehr war Abt dann in der 6. (Preußische) Nachrichten-Abteilung in Hannover. Am 1. April 1927 wurde Abt in das Reichswehrministerium versetzt. Am 1. Mai 1933 wurde er als Dritter Generalstabsoffizier (Ic) zum Stab der 4. Division versetzt. Am 1. Oktober 1934 wurde er Kommandeur (entsprechend Bataillonskommandeur) der Nachrichtenabteilung Münster. Am 13. Oktober 1937 übernahm er als Kommandeur die Nachrichtentruppe IX in Kassel. In der Woche vor dem Überfall auf Polen befehligte er das Nachrichten-Regiment 40. Als er begann, war Abt Kommandeur des Nachrichten-Regiments 537, welches direkt der Heeresgruppe Nord unter dem Oberbefehlshaber Generaloberst Fedor von Bock unterstellt war.
Am 27. November 1940 wurde er in die Führerreserve beim Oberkommando des Heeres versetzt. Am 13. Mai 1941 kam er als Nachrichtenoffizier zum Stab des Wehrmachtbefehlshabers in den Niederlanden (Friedrich Christiansen). Noch am 18. März 1945 wurde Abt Chef des Heeresnachrichtenwesens im Oberkommando der Wehrmacht und General zur besonderen Verwendung. Am Tag vor der Kapitulation der Wehrmacht geriet er in Kriegsgefangenschaft, aus der er am 26. Juni 1947 entlassen wurde.